# Bělá (kraj morawsko-śląski)
Bělá  (dawniej Bílov; niem. Bielau) – wieś w północno-wschodniej części Czech w kraju morawsko-śląskim oraz byłym powiecie opawskim na Śląsku Opawskim o powierzchni 2,86 km². Położona jest niedaleko granicy z Polską. Liczba ludności wynosi około 700 mieszkańców. Miasta znajdujące się w niedalekiej odległości to Hluczyn, Krawarze, Bogumin, Ostrawa, Orłowa, a po polskiej stronie również Kietrz, Krzanowice, Racibórz, Rydułtowy, Pszów, Radlin oraz Wodzisław Śląski.

## Historia
Pierwsza wzmianka pochodzi z 1349 roku jako Belau. Po I wojnie śląskiej w 1742 roku wieś przyłączono do Prus.
Po I wojnie światowej Bělá jako zamieszkała przez tzw. Morawców (którzy posługiwali się gwarami laskimi, w których nazwa wsi brzmiała Biła lub Bieła) znalazła się wraz z resztą ziemi hulczyńskiej wbrew woli mieszkańców w Czechosłowacji. W latach 1938–1945 wieś była przyłączona do III Rzeszy. Po II wojnie światowej nadal pozostała w Czechosłowacji. Po rozpadzie Czechosłowacji w 1993 roku znalazła się w Czechach.

## Zabytki
- Kościół św. Jana Chrzciciela
- Łaźnie Priessnitzowskie
- Farma pstrągów